# Глаз бури

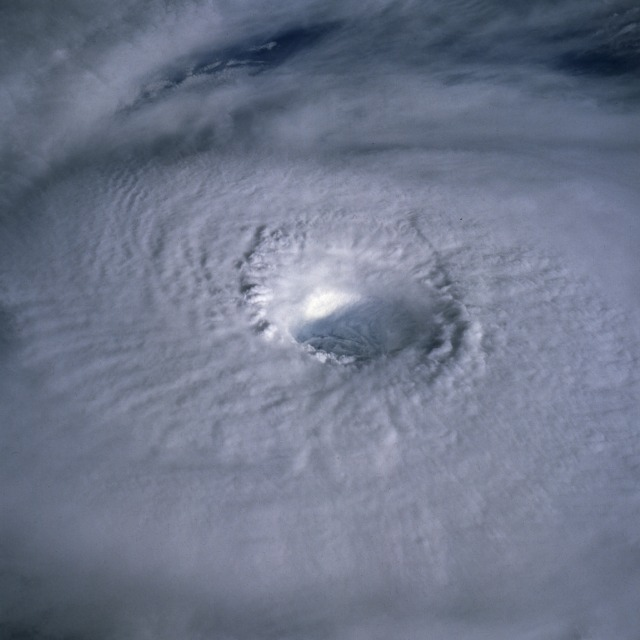
Глаз тайфуна Одесса (1985), вид из космоса

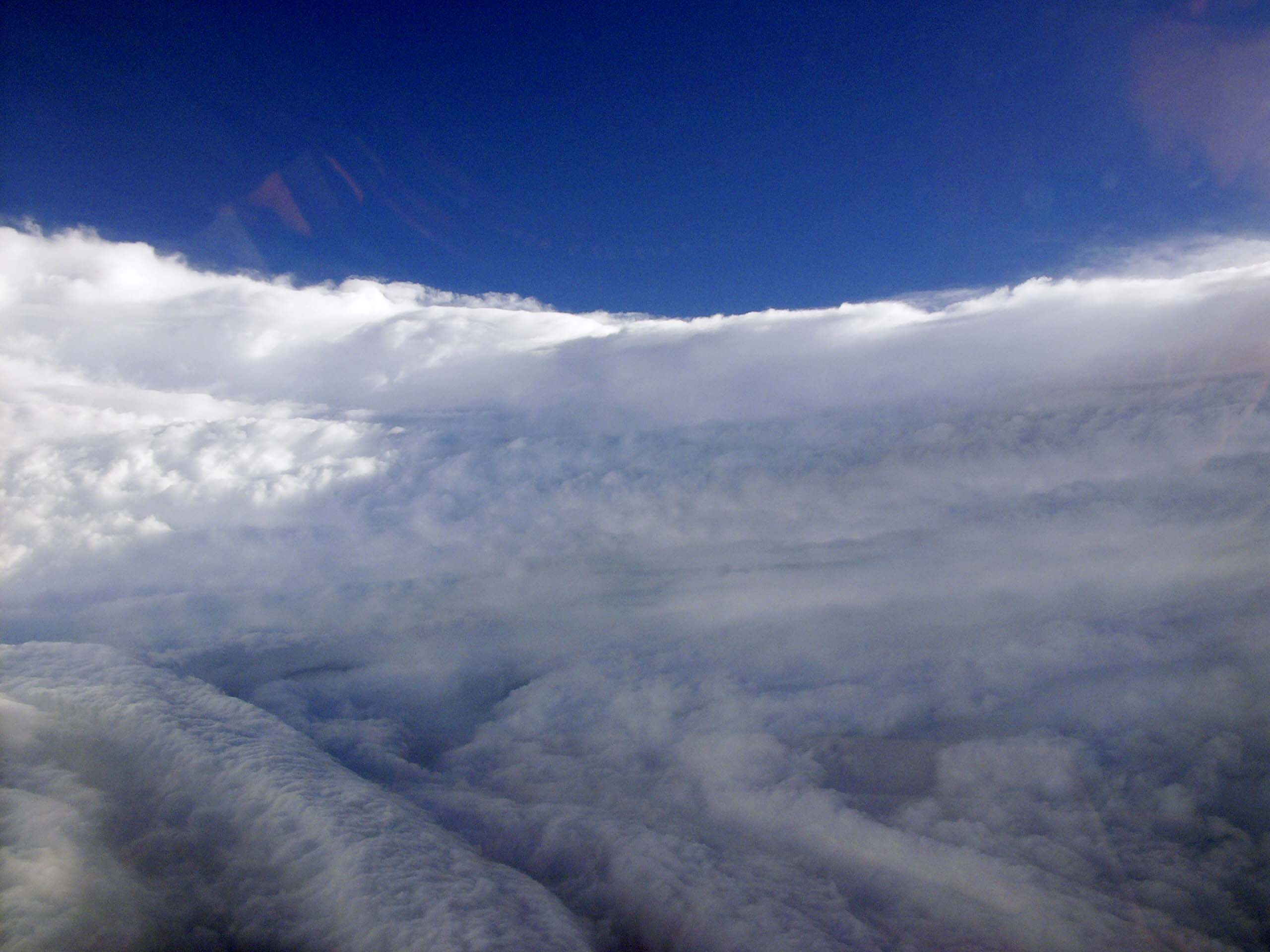
Глаз урагана Катрина с самолёта

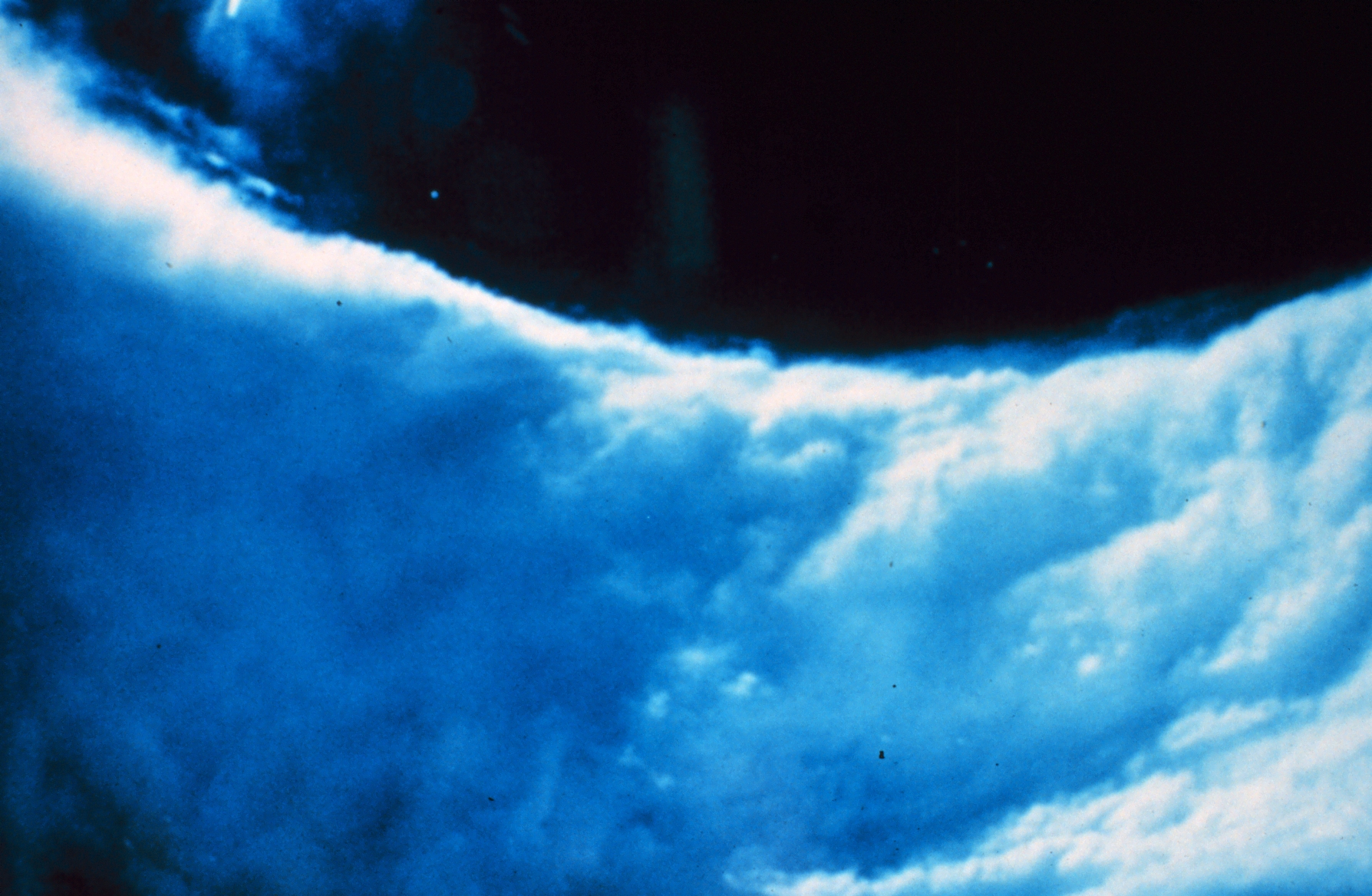
Глаз тропического циклона с поверхности земли

Глаз бури, также глаз урагана, або офо, бычий глаз — область прояснения и относительно тихой погоды в центре тропического циклона.
Типичный глаз бури имеет диаметр от 20 до 30 км, в редких случаях — до 60 км. В этом пространстве воздух имеет бо́льшую температуру и меньшую влажность, нежели в окружающей его области ветра и дождевых облаков. В результате возникает устойчивая температурная стратификация.
Стена ветра и ливня служит изолятором для очень сухого и более тёплого воздуха, опускающегося в центр циклона из верхних слоёв. По периферии глаза бури часть этого воздуха смешивается с воздухом из облаков и благодаря испарению капель охлаждается, тем самым образуя мощный нисходящий вдоль внутренней стороны облаков каскад относительно холодного воздуха.
В это же время в облаках воздух стремительно поднимается.
Это построение и образует кинематическую и термодинамическую основу тропического циклона.
Кроме того, вблизи оси вращения уменьшается горизонтальная линейная скорость ветра, что для наблюдателя, при попадании в центр циклона, производит впечатление прекратившейся бури, по контрасту с окружающим пространством.

## Другие значения
- В переносном смысле — затишье, снижение уровня опасности в самом центре бурного события, приключения.
- Глаз шторма